# Estola kuscheli
Estola kuscheli är en skalbaggsart som beskrevs av Barriga, Moore, Cepeda, Moore och Cepeda 2005. Estola kuscheli ingår i släktet Estola och familjen långhorningar. Inga underarter finns listade i Catalogue of Life.